# Rhipsalis paradoxa

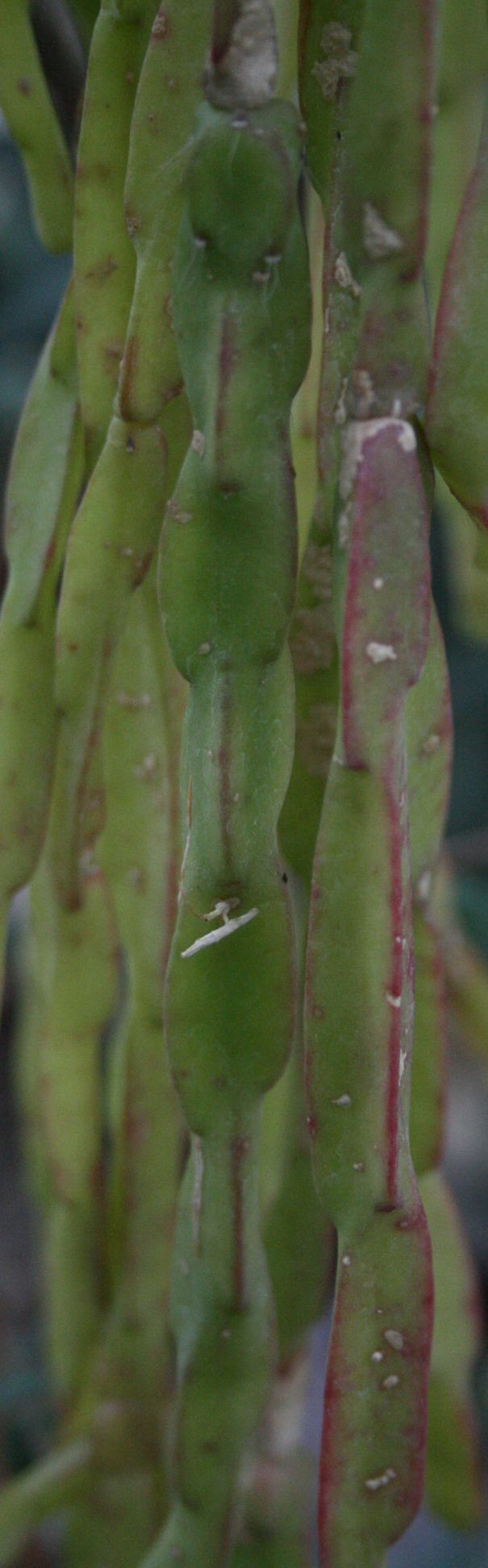

A Rhipsalis paradoxa egy különleges megjelenésű, nagy termetű epifita kaktusz.

## Jellemzői
Hosszan lecsüngő növény, szabadon elágazó hajtásrendszerrel és gyakori léggyökérképződéssel, hajtása 1 m-nél hosszabb, terminálisan elágazó, fiatal hajtásai 3-8-as csoportokban jelennek meg. Szárszegmensei, 300–500 mm hosszúak, 3 élűek, azonban a bordák alternáltan futnak le a száron, a bordatagok hossza 20–50 mm. Areolái gyapjasak, különösen a virágot hordozók, a bordatagok csúcsain fejlődnek. Virágai szubterminálisak, nagyok, 20 mm szélesek, fehérek. A magház a szárba süllyed. Termése 7–8 mm átmérőjű fehér bogyó.

## Elterjedése
Brazília: Rio de Janeiro, São Paulo, Paraná, Santa Catarina államok. Epifitikus szezonális atlantikus erdőkben a tengerszinttől 800 m tengerszint feletti magasságig.

## Rokonsági viszonyai
Az Epallagogonium subgenus tagja.